# Полоус, Фёдор
Фёдор Полоус (укр. Федір Полоус) — гетман Украины в 1595 и 1598 годах.

## Биография
Сведений о годах жизни не сохранились.
Вёл борьбу за гетманство с Тихоном Байбузой. Гетманский пост занимал непродолжительное время летом 1595 года и в 1598 году.
Некоторое время он был атаманом реестровых казаков, которые находились близ Запорожской Сечи — на острове Хортица. Весной 1594 года Полоус склонил запорожцев к общему с реестровыми казаками походу против Буджацкой орды. Вместе с гетманом Григорием Лободой участвовал в морском походе на Белгород, успешно штурмовал вместе с ним белгородскую крепость, захватив много трофеев, освободив пленных и вернувшись снова в Запорожье.
Принадлежал к непримиримым противникам Речи Посполитой и принимал участие в восстании Наливайко 1594—1596 годов, где командовал отдельным полком и вёл боевые действия на Киевщине, близ Днепра.
По некоторым данным, в 1598 году Полоус поднял восстание запорожцев против Польши.
Исторических данных о его дальнейшей судьбе нет.